# صومعه کچاریس
صومعه کچاریس (ارمنی: Կեչառիս Վանք) یک مجموعه رهبانی ارمنی قرون وسطایی است که تاریخ آن به سده‌های ۱۱ تا ۱۳ میلادی بر می‌گردد، و در ۶۰ کیلومتری شهرایروان، در شهر اسکی‌خیز تساغکادزور در ارمنستان واقع شده‌است. کچاریس که واقع در دل کوه‌های بامباک است، از سوی یک شاهزاده پاهلاوونی در سده ۱۱ ایجاد شد و ساخت آن تا میانهٔ سده ۱۳ ادامه یافت. کچاریس در سده‌های ۱۲ و ۱۳ از مراکز مهم مذهبی ارمنستان و مکانی برای آموزش عالی بود. امروزه این صومعه به‌طور کامل مرمت شده و از شیب‌های اسکی به‌طور کامل قابل مشاهده است.

## نگارخانه

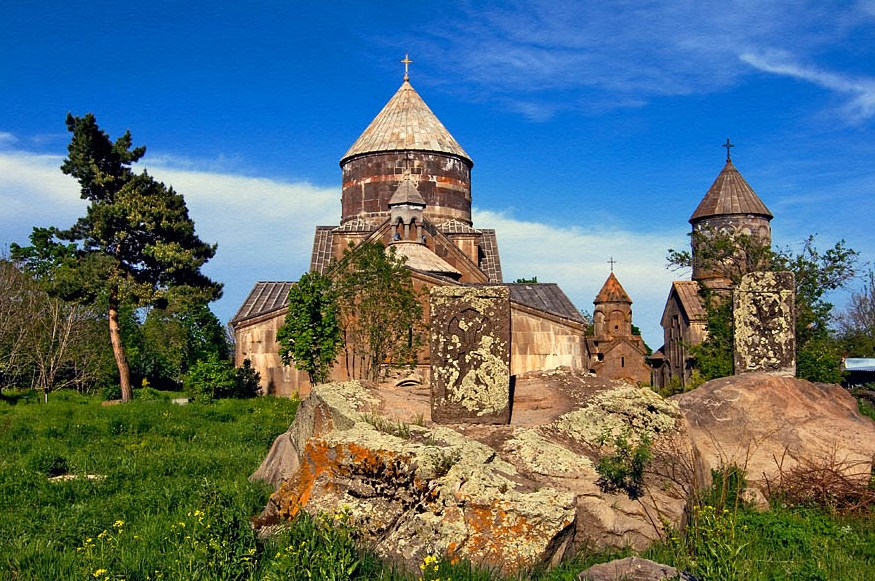
نمایی دیگر از مجموعه صومعه
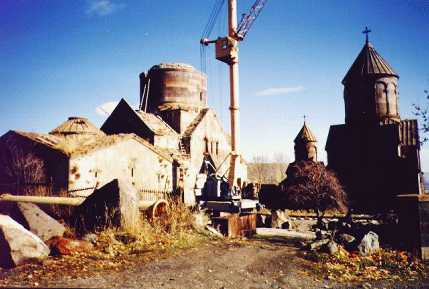
1995 photo showing halted reconstruction
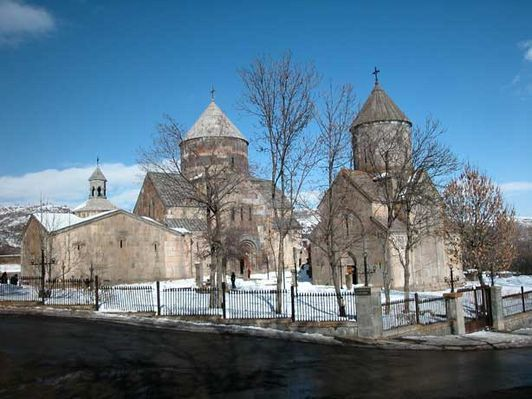
نمای از ورودی
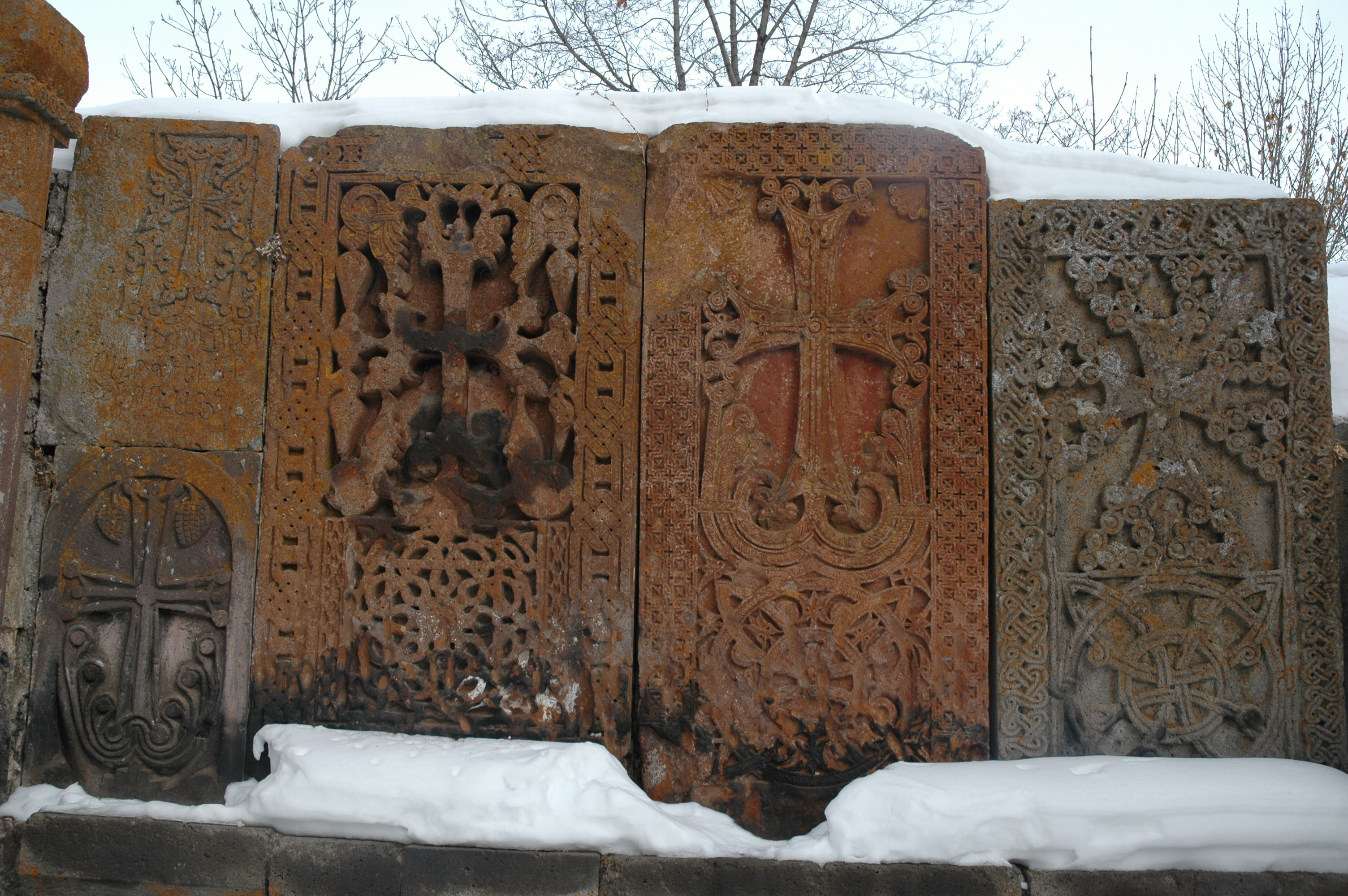
ردیف خاچکارها (چلیپاسنگ‌ها) در برف
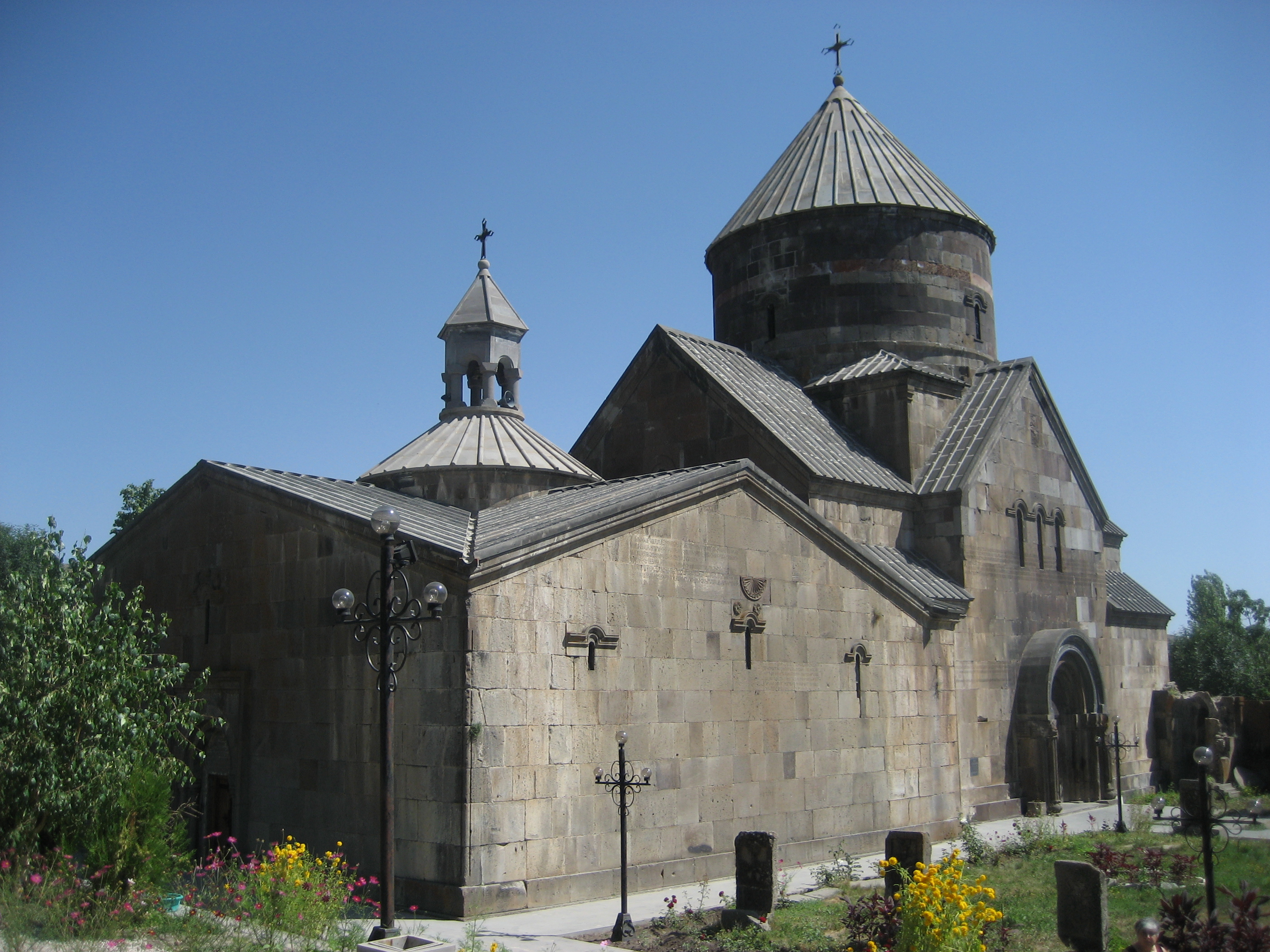
S. Grigor Church with gavit in front
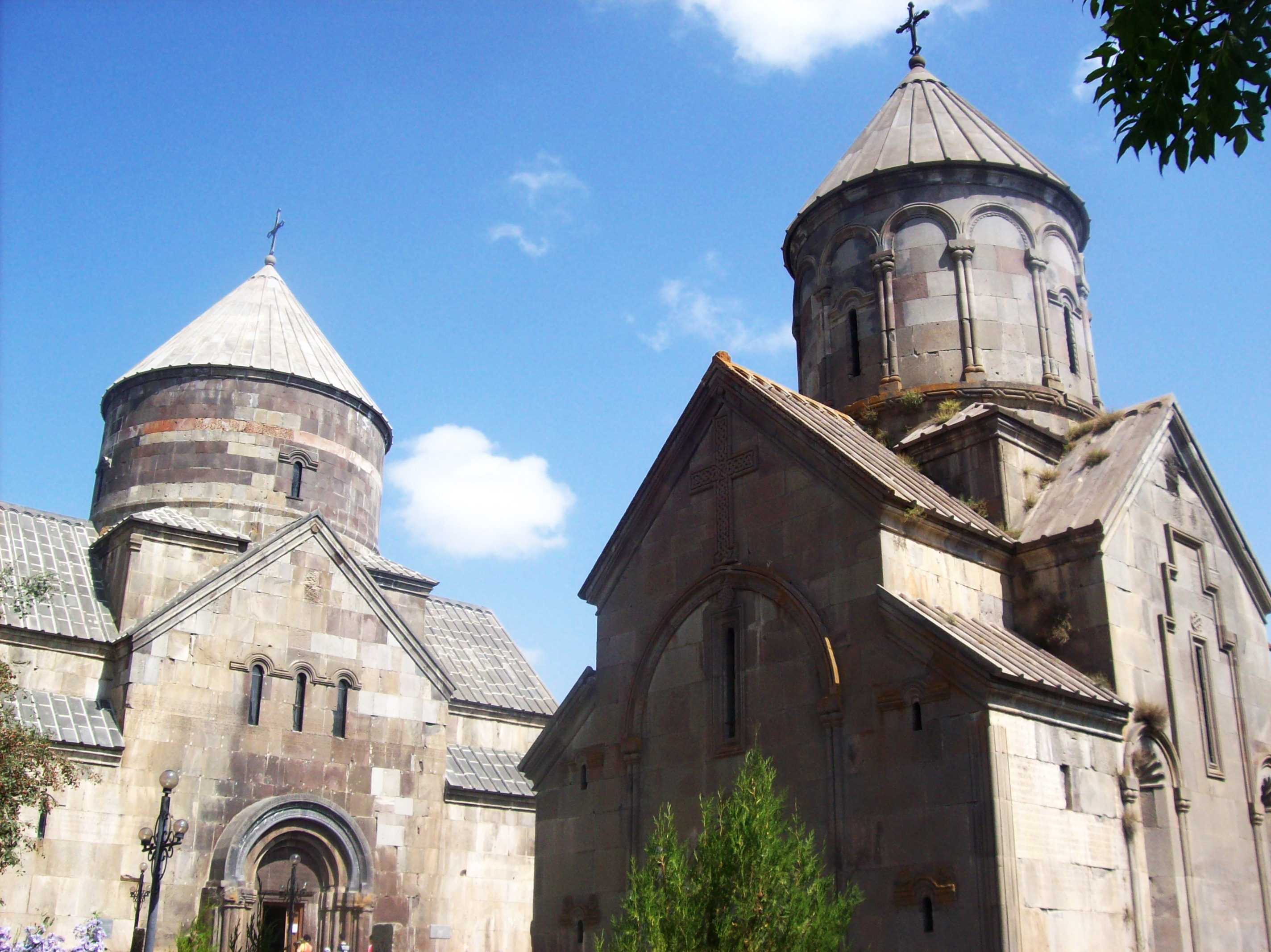
کلیساهای گریگور مقدس & کاتوغیک
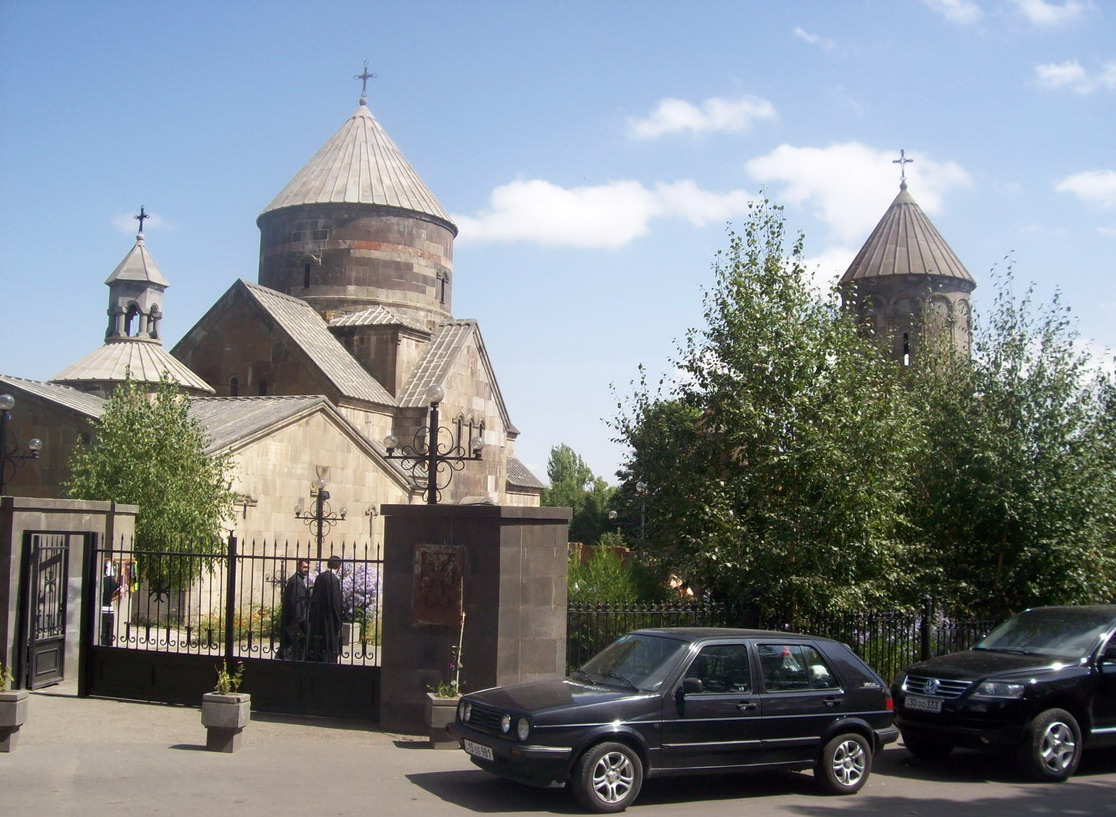
نمای کلی از مجموعه صومعه
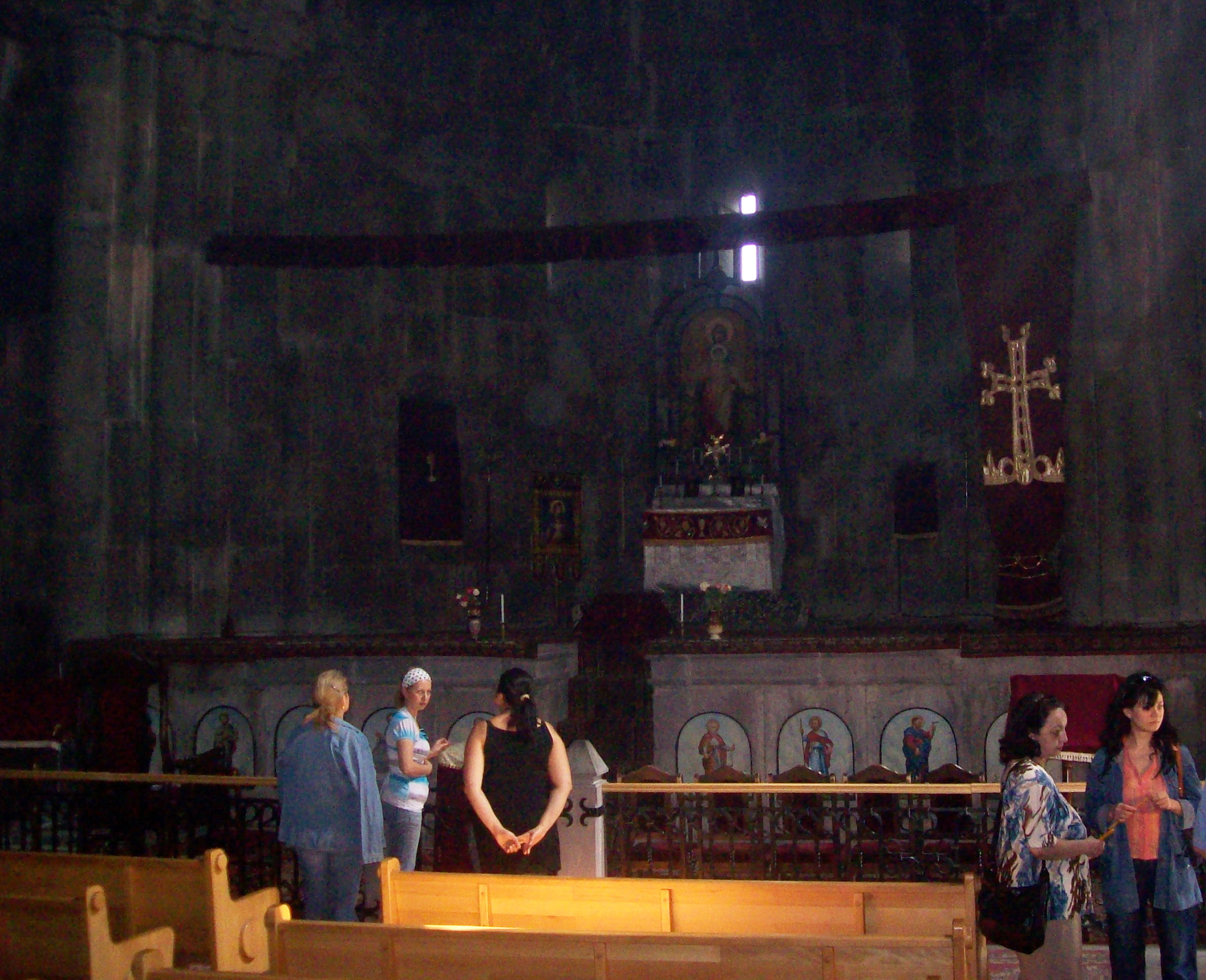
محراب کلیسای گریگور مقدس
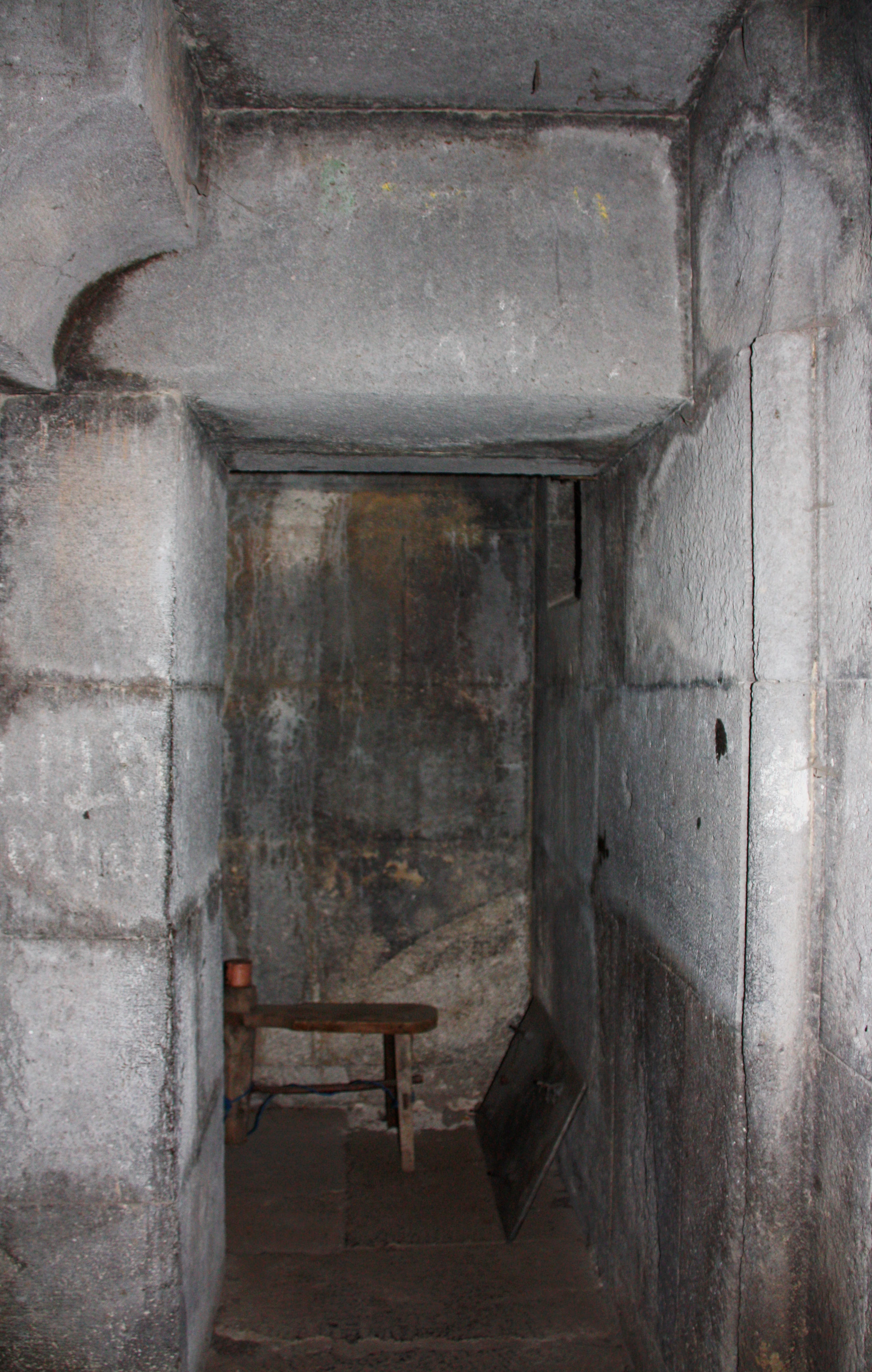
محل زندگانی راهب، صومعه کچاریس، ارمنستان
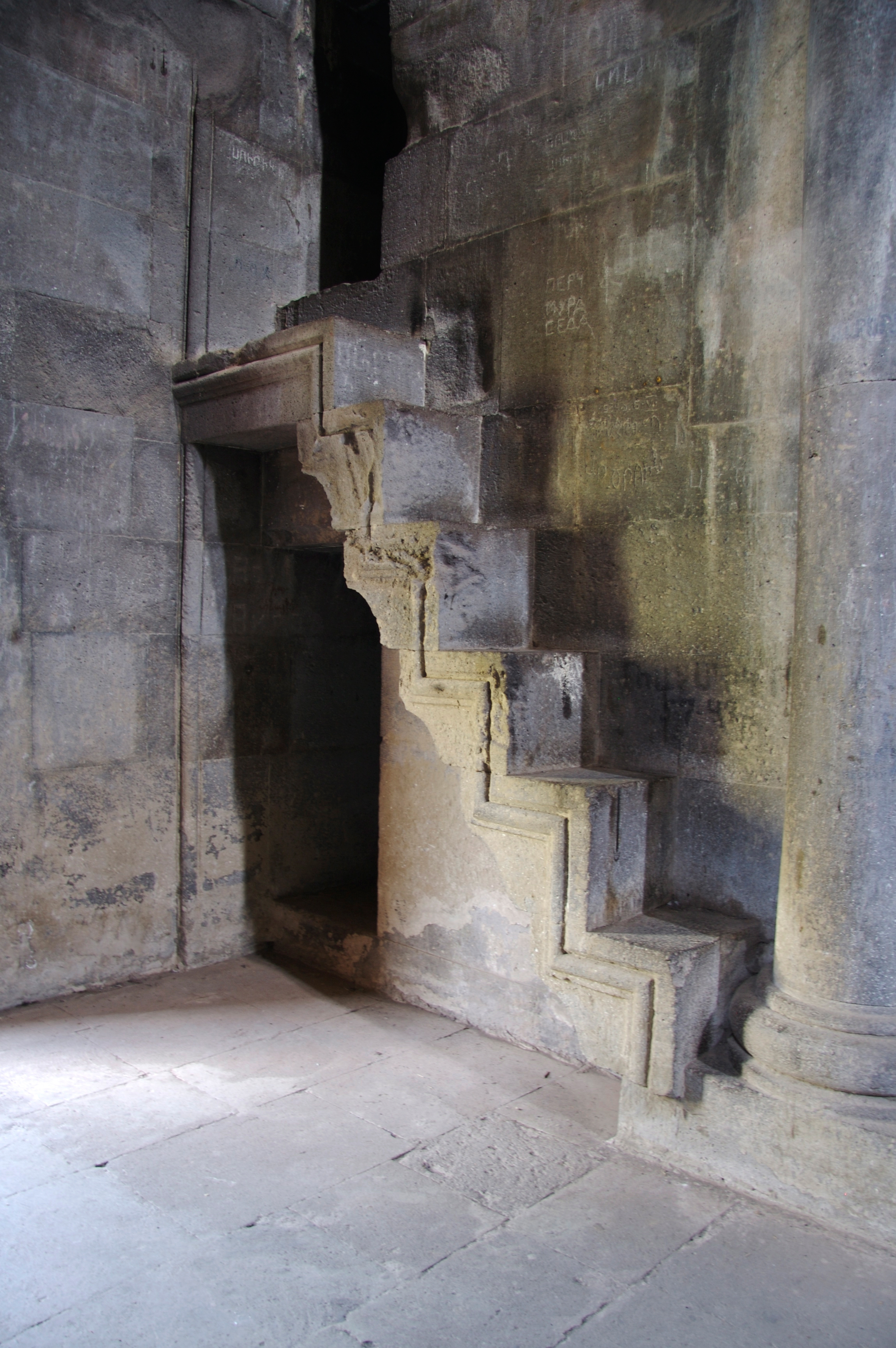
پلکان صومعه کچاریس، ارمنستان
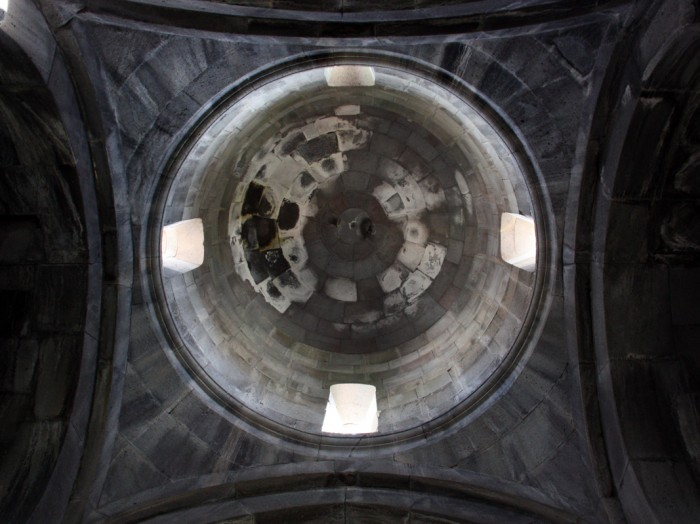
سقف صومعه کچاریس، ارمنستان
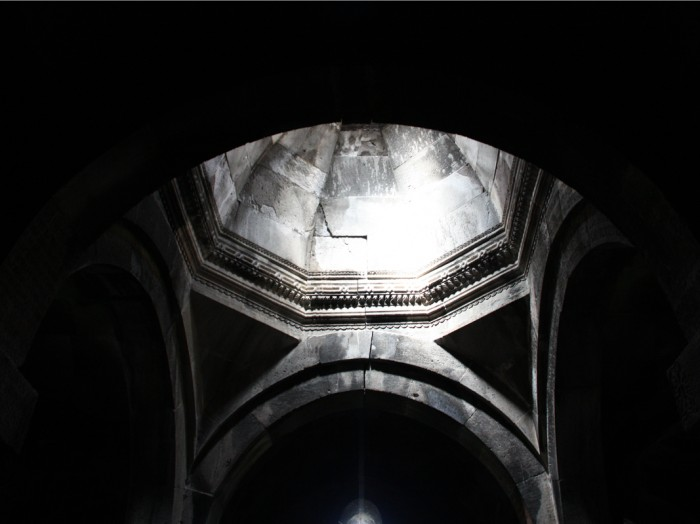
سقف صومعه کچاریس، ارمنستان
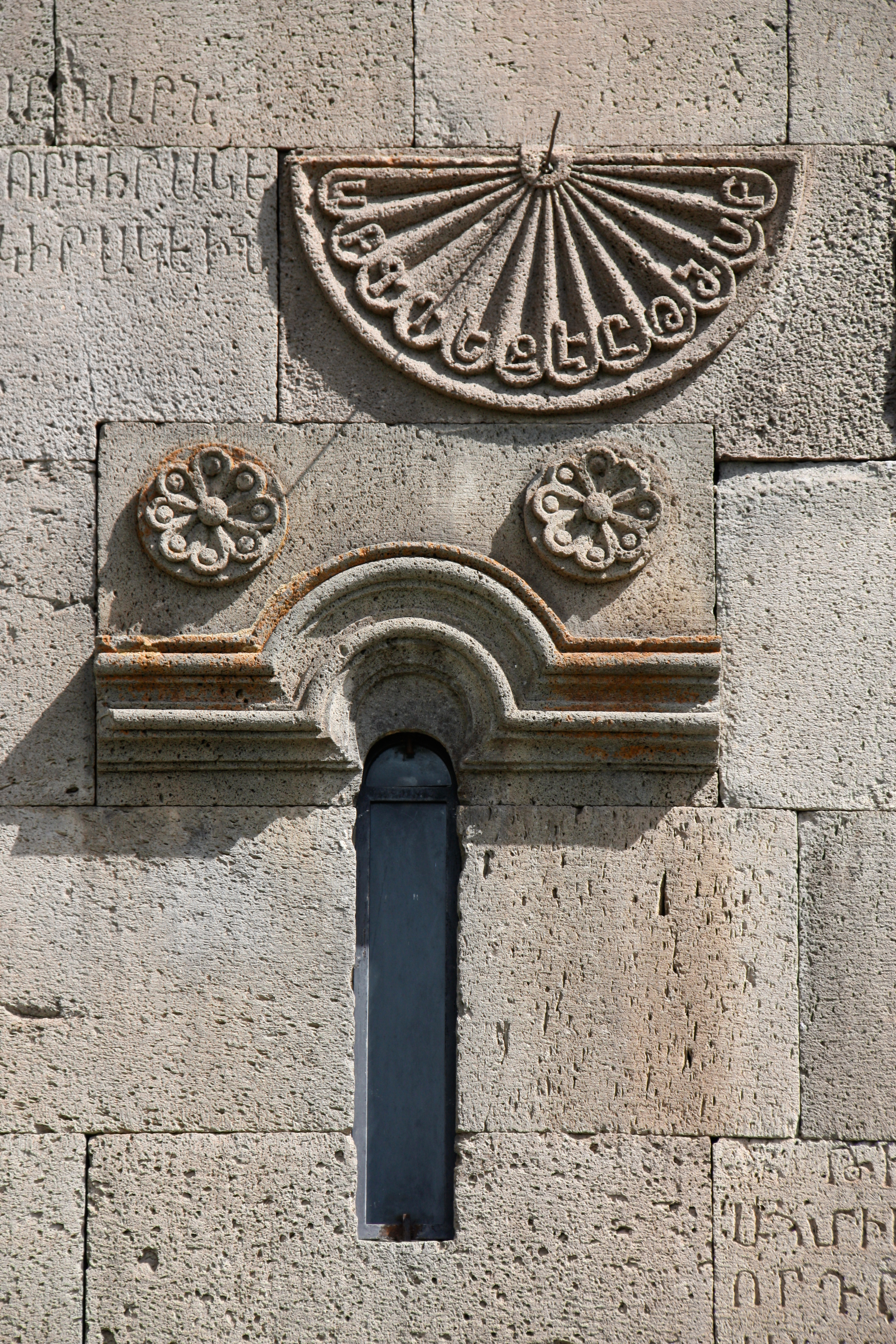
جزئیات دیوار خارجی صومعه کچاریس، ارمنستان
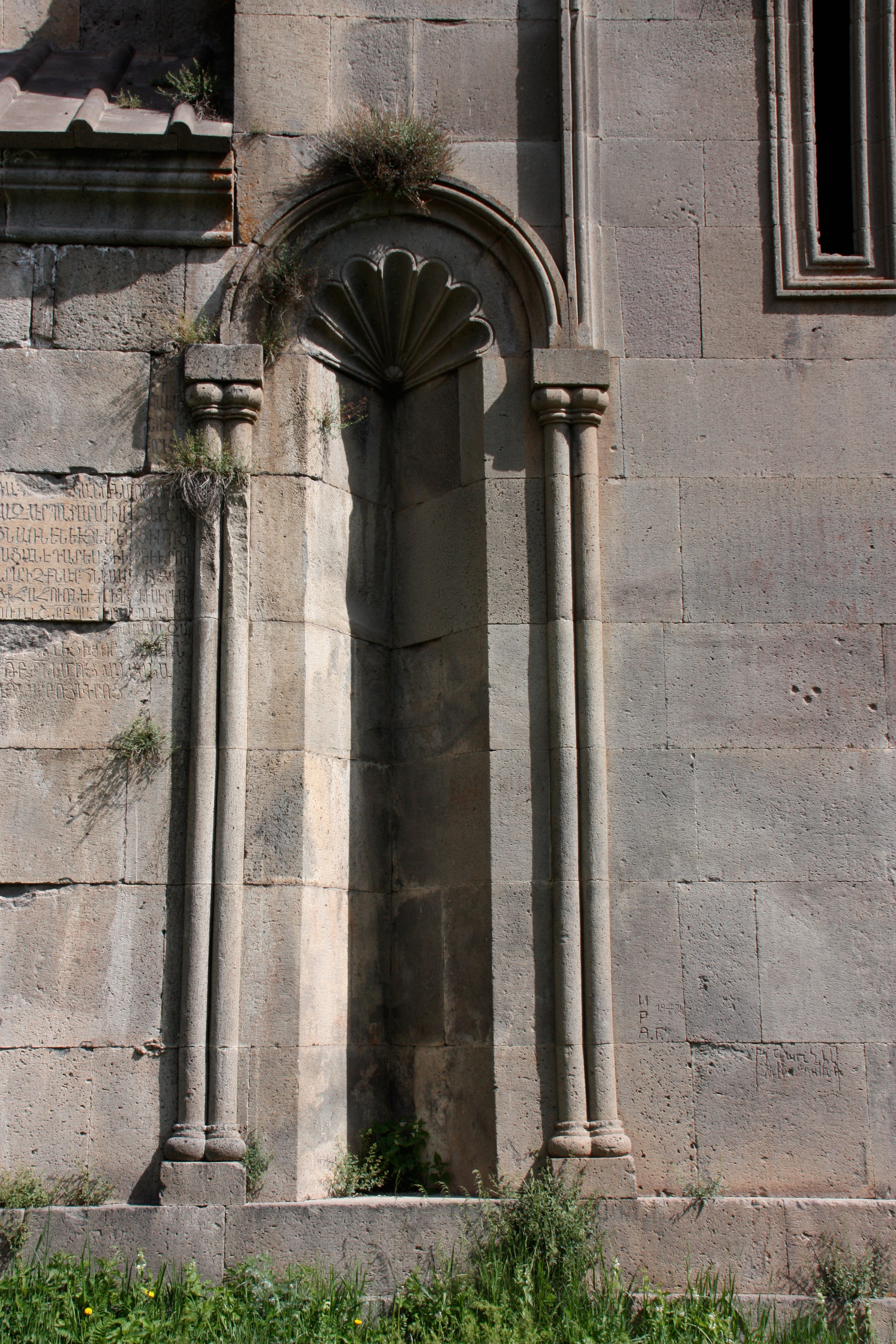
جزئیات دیوار خارجی صومعه کچاریس، ارمنستان
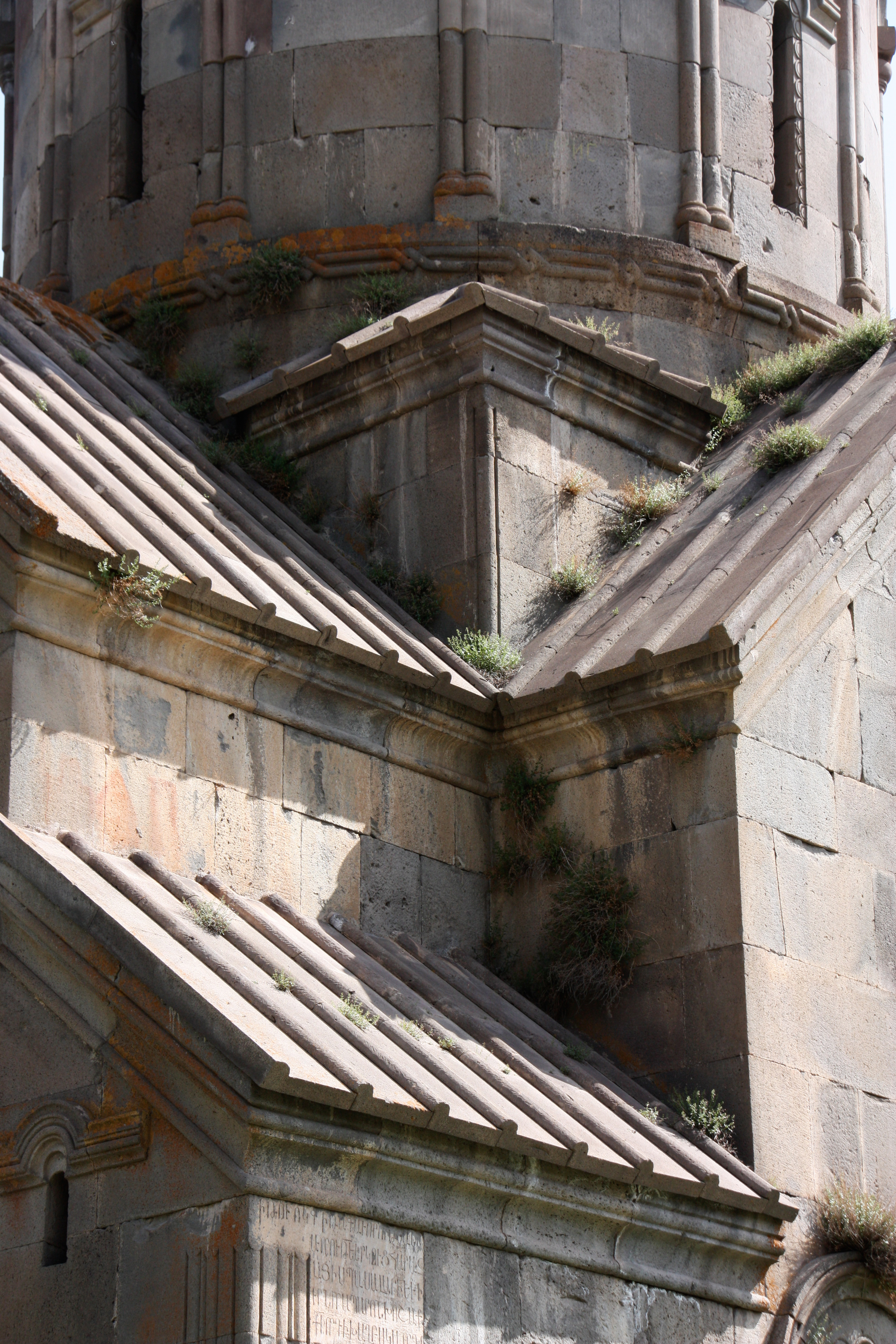
جزئیات سقف صومعه کچاریس، ارمنستان
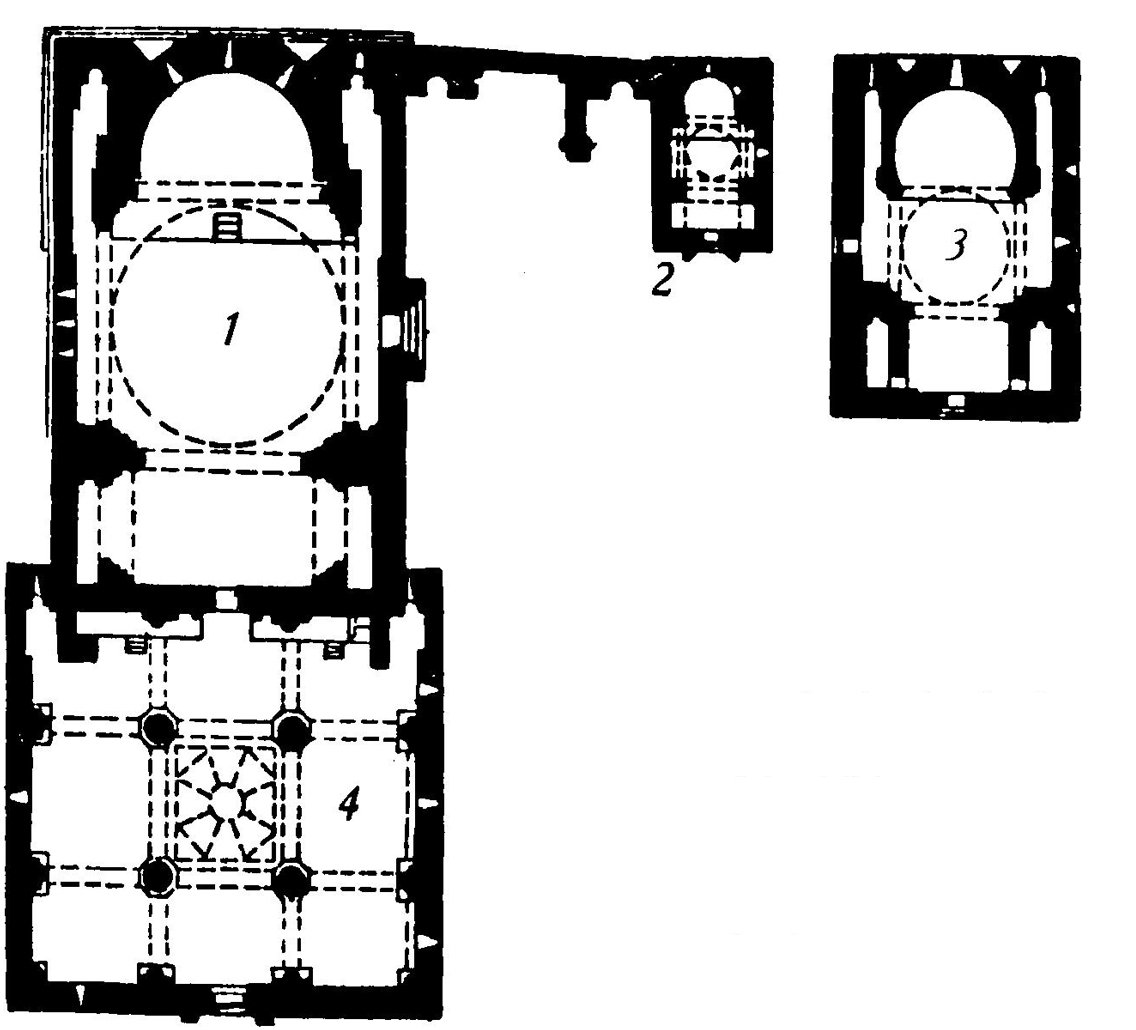